# Aboubacar Dramé Neto
Aboubacar „Abouba” Dramé Neto (ur. 16 lutego 1994 w Brasílii) – brazylijski siatkarz pochodzenia malijskiego, grający na pozycji atakującego, reprezentant Brazylii. 

## Sukcesy klubowe
Mistrzostwo Brazylii:
- 2019[4]

Puchar CEV:
- 2022[5]

Mistrzostwo Francji:
- 2023[6]
- 2022[7]

Puchar Francji:
- 2023[8]

Superpuchar Francji:
- 2023[9]

Puchar Brazylii:
- 2025[10]

## Sukcesy reprezentacyjne
Igrzyska Panamerykańskie:
- 2019[11]

Mistrzostwa Ameryki Południowej:
- 2021

## Nagrody indywidualne
- 2023: MVP finału Pucharu Francji